# Hendrik Goltzius
Hendrik Goltzius (Mühlbracht, 1558 — Haarlem, 1 de Janeiro de 1617), foi um pintor, desenhista e gravurista dos Países Baixos. 
Seguidor da estética maneirista, desenvolveu contudo um estilo eclético, foi influenciado pela arte classicista italiana, trabalhou incorporando arcaísmos e imitava livremente estilos alheios, sendo chamado de O Proteu Holandês. Deixou obra vasta, que inclui cerca de 500 gravuras e 50 pinturas, além de cerca de 160 impressões com cópias únicas e séries de gravuras que projetou e foram executadas por outros. Sua temática versa principalmente sobre a mitologia clássica, mas deixou também obras alegóricas, sacras, retratos, paisagens e estudos do natural.
Apreciado como um dos maiores talentos de sua geração, especialmente pelo domínio virtuosístico das artes gráficas, recebeu aclamação ainda em vida e foi patrocinado entusiasticamente por altas figuras da nobreza europeia, destacando-se o sacro-imperador Rodolfo II, fazendo prolífica escola e contribuindo para a definição do cânone maneirista holandês. Apesar de grande, sua fama durou pouco, sendo obscurecido pela geração seguinte. Sua recuperação foi lenta e só recentemente voltou a ter um prestígio amplo e sólido, sendo considerado hoje, consensualmente, um dos maiores mestres da gravura de todos os tempos e a figura artística dominante em sua região enquanto viveu, mas em certos aspectos ainda não tem o reconhecimento que merece.

## Vida

### Primeiros anos

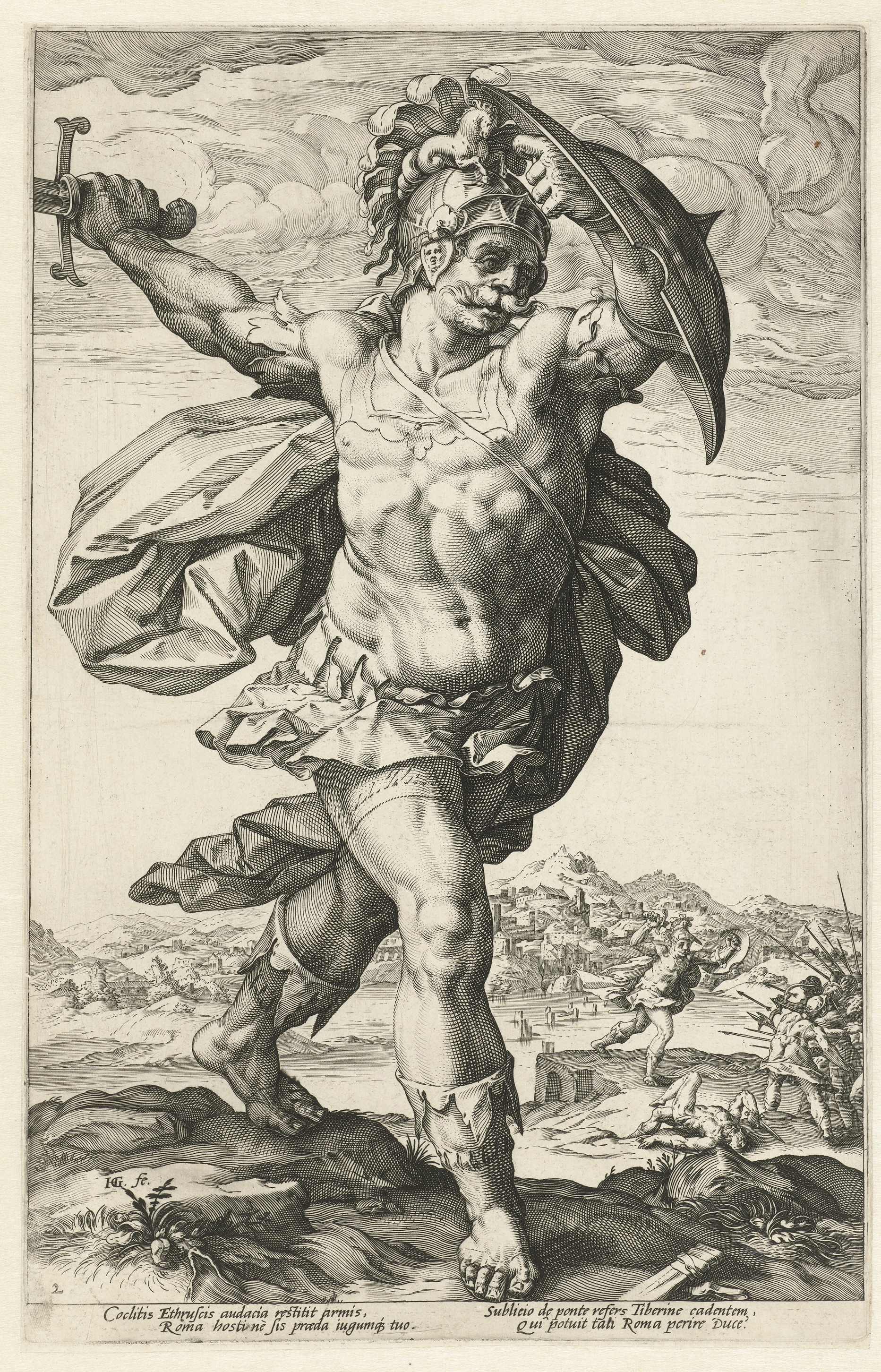
Horácio Cocles, da série Heróis Romanos, gravura, 1586.

Nasceu em 1558 em uma família de artistas radicados na vila renana de Mühlbracht, sendo irmão do gravurista Jacob Goltzius e primo de Hubert Goltzius, afamado gravurista e pintor. Foi introduzido na arte por seu pai, Jan Goltz, pintor de vitrais, mas um acidente com fogo na infância deformou permanentemente sua mão direita. Segundo seu biógrafo Karel van Mander, ele esforçou-se para superar essa deficiência com uma constante disciplina, ganhando por fim uma desenvoltura que impressionou seus contemporâneos, e tornando-se ambidestro. A partir de 1561 viveu em Duisburg, onde entrou em contato com o gravurista Dirck Volckertsz Coornhert, que vivia na vizinha Xanten, com quem passou a estudar gravura em torno de 1575. No ano seguinte já era conhecido como seu discípulo na arte, e também um seguidor de suas controversas opiniões sobre religião. Suas primeiras obras são assinadas como Golz ou Gols, mas depois latinizou seu nome para Goltzius.
Em 1577 mudou-se para Harlem com seu mestre, criando desenhos alegóricos a partir das concepções religiosas de Coornhert, que serviam como base para posterior versão impressa. Também compôs cenas urbanas que utilizaria como fundos para outras gravuras, como a série História de Ruth. Em 1578 casou-se com uma rica viúva, chamada Margaretha Jans. Até 1582 trabalhou como gravurista de editoras mantidas por Philips Galle, Maarten de Vos, Johannes Stradanus e Anthonie Blocklandt, entre outros, imprimindo suas próprias criações, mas logo abriu sua própria editora, produzindo gravuras a partir de obras de Adriaen de Weert, os irmãos Wierix, Blocklandt e Dirck Barendsz, seguidores de um estilo maneirista italianizado derivativo de Parmigianino e Ticiano, de quem recolheria elementos para a consolidação de um estilo pessoal. Neste período sua temática é muito variada, mas destacam-se os retratos, que causaram forte impressão em seu meio. Lembrado como personalidade ambiciosa, pretendeu oferecer ao público obras de uma qualidade superior para um público seleto e romper o monopólio de impressão que até então era mantido por impressores de Antuérpia.
Em torno de 1585 Van Mander o introduziu ao trabalho de Cornelis van Harlem, mas principalmente ao de Bartholomeus Spranger, pintor da corte de Rodolfo II, que exerceria grande impacto na formação de seu estilo nesta fase, passando a gravar interpretações de suas obras. Van Mander, que era também artista, foi outro a deixar uma marca importante em seu espírito nesta época, assim como Albert Dürer e Lucas van Leyden. No final da década de 1580 sua fama já era grande, elaborando gravuras em um virtuosístico estilo maneirista, onde se destacam, por exemplo, a série dos Heróis Romanos, dedicada ao imperador, O Grande Hércules, e a série Caminhos da Fortuna.

### Viagem à Itália

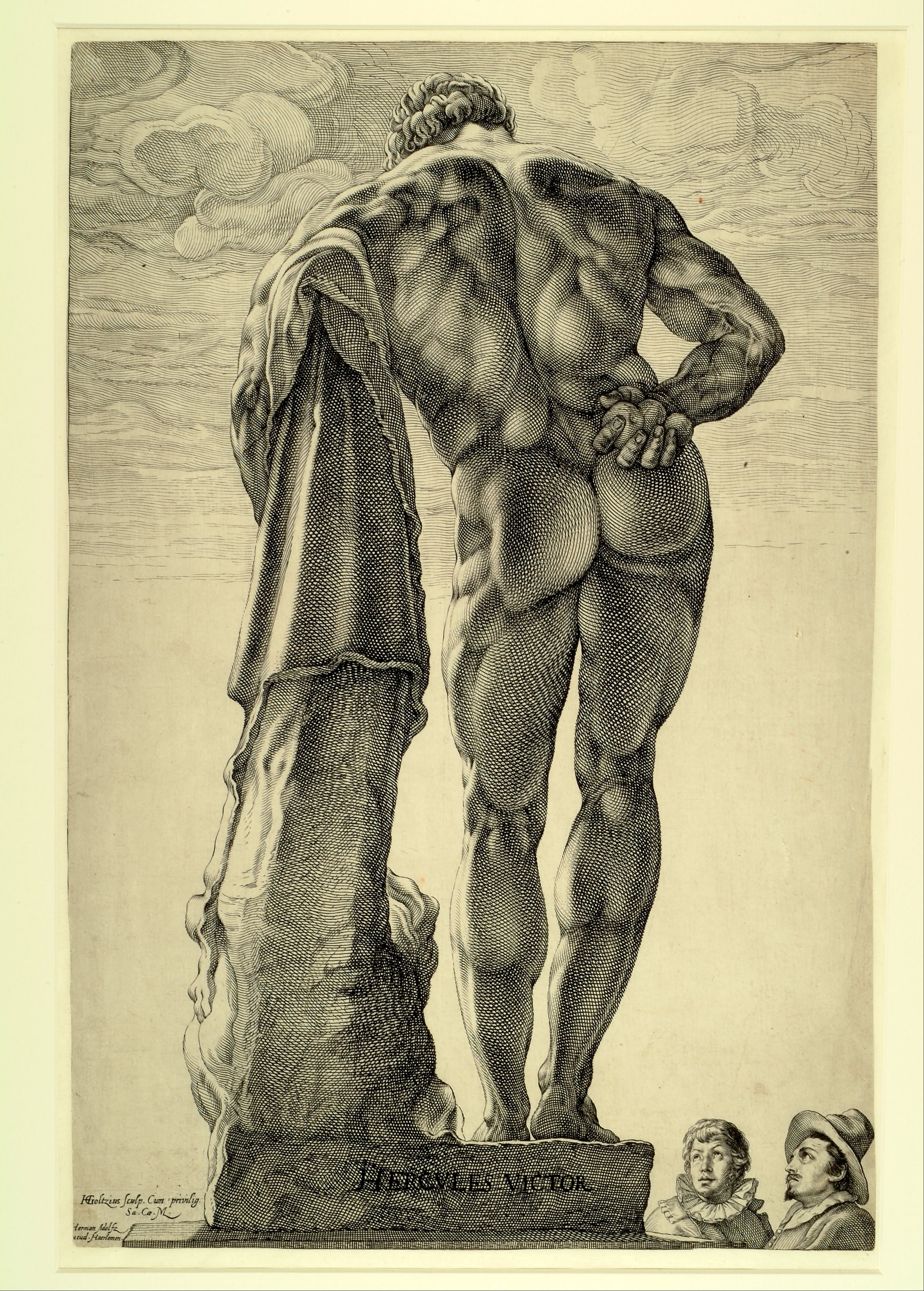
Hércules Farnese, buril, c. 1592, realizado a partir de seus estudos da estatuária clássica na Itália. Museum Boijmans Van Beuningen.

Chegando a 1590 seu nome era conhecido em toda a Europa. Estava na época vivendo em Amsterdam, possuía uma oficina bem aparelhada, contando com diversos assistentes e discípulos muito capazes, e foi-lhe outorgado um privilégio imperial de edição de gravuras. Nesta época seu mestre Coornhert faleceu e Goltzius caiu doente. Decidiu então fazer uma viagem à Itália, sob o protesto de seus amigos, que temiam por sua vida, mas segundo relatos da época, ele justificou a decisão dizendo que "preferia morrer conhecendo coisas novas do que viver em tão lamentável estado". Usando o pseudônimo de Hendrick van Bracht, visitou Roma, realizando numerosos desenhos de monumentos antigos e do rico acervo de estatuária clássica preservado na cidade, ao mesmo tempo conhecendo em primeira mão a obra de grandes mestres da pintura como Michelangelo, Correggio, Rafael e Veronese, o que exerceria importante impacto em sua produção posterior.
Depois de visitar Nápoles na primavera de 1591, voltou a Roma e assumiu seu verdadeiro nome, passando a desfrutar as honras derivadas do seu prestígio internacional. Entrou então em contato com Girolamo Muziano, Francesco Castello, Federico Zuccaro e provavelmente Federico Barocci, todos artistas renomados, que o receberam festivamente em um círculo que incluía intelectuais e grandes mecenas do clero e da nobreza, inserindo-o em um ambiente opulento muito distinto do universo burguês a que estava acostumado na Holanda. Sua fama na Itália se baseava principalmente sobre as gravuras realizadas a partir de obras de Bartholomeus Spranger, que atraíam os italianos pela sua combinação de temas alegóricos, um estilo refinado e uma evidente maestria técnica que parecia ser exercida sem qualquer esforço. Nesta época também visitou Bolonha, Veneza e Florença.

### Retorno e transição para a pintura

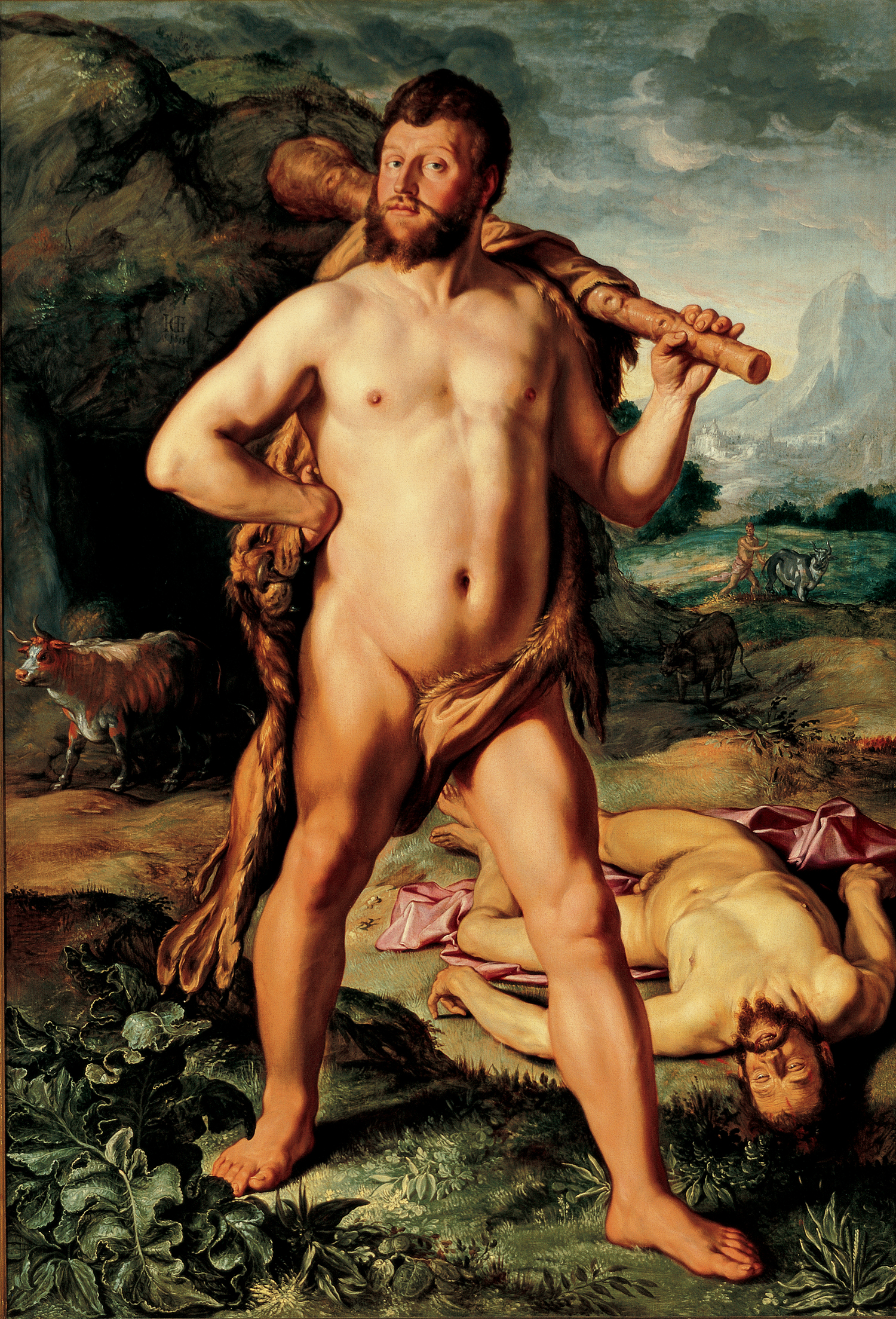
Hércules e Caco, 1613, Frans Hals Museum. Compare-se o estilo de representação do corpo deste Hércules, notadamente naturalista, com O Grande Hércules na seção sobre sua gravura, num estilo tipicamente maneirista.

Em seu regresso, passou por Hamburgo e Munique, e nesta última cidade entrou em contato com o gravurista Jan Sadeler. Em 1592 estava de volta à casa. Sua produção pessoal reduziu-se em quantidade, entregando a maior parte de seus projetos para serem gravados por assistentes, mas sua qualidade se aprimorou, abrindo-se para experimentações, para a exploração de arcaísmos e a imitação de estilos alheios, inclinando-se também para um naturalismo que tinha afinidades com a pintura romana contemporânea, e demonstrando um exuberante virtuosismo gráfico em obras criadas principalmente com fins exibicionistas.
Sua oficina continuou a produzir gravuras até pelo menos 1601, mas em 1595 mudara-se para Leiden, e desde 1598 havia cessado de gravar pessoalmente, entregando a direção dos seus negócios ao enteado Jacob Matham. Não abandonou, contudo, as artes gráficas, inaugurando uma técnica nova que associava elementos de pintura, desenho e gravura sobre uma base de tela, cartão ou pergaminho, com uma original aplicação de veladuras e lavados, criando efeitos incomuns e largamente apreciados. A obra Vênus recebendo os presentes de Baco e Ceres é bem representativa desta modalidade.
Em torno de 1603 voltou para Haarlem, onde permaneceria até o fim de sua vida. Passou então a se direcionar para a pintura, técnica que veio a dominar sua última fase, transformando seu estilo mais uma vez em direção ao naturalismo classicista, com um interesse principal na representação do corpo feminino nu em cenas alegóricas ou mitológicas. O resultado de seus esforços nesta área não foi menos apreciado do que a sua obra gravada, sendo Dânae considerada sua obra-prima.

## Obra

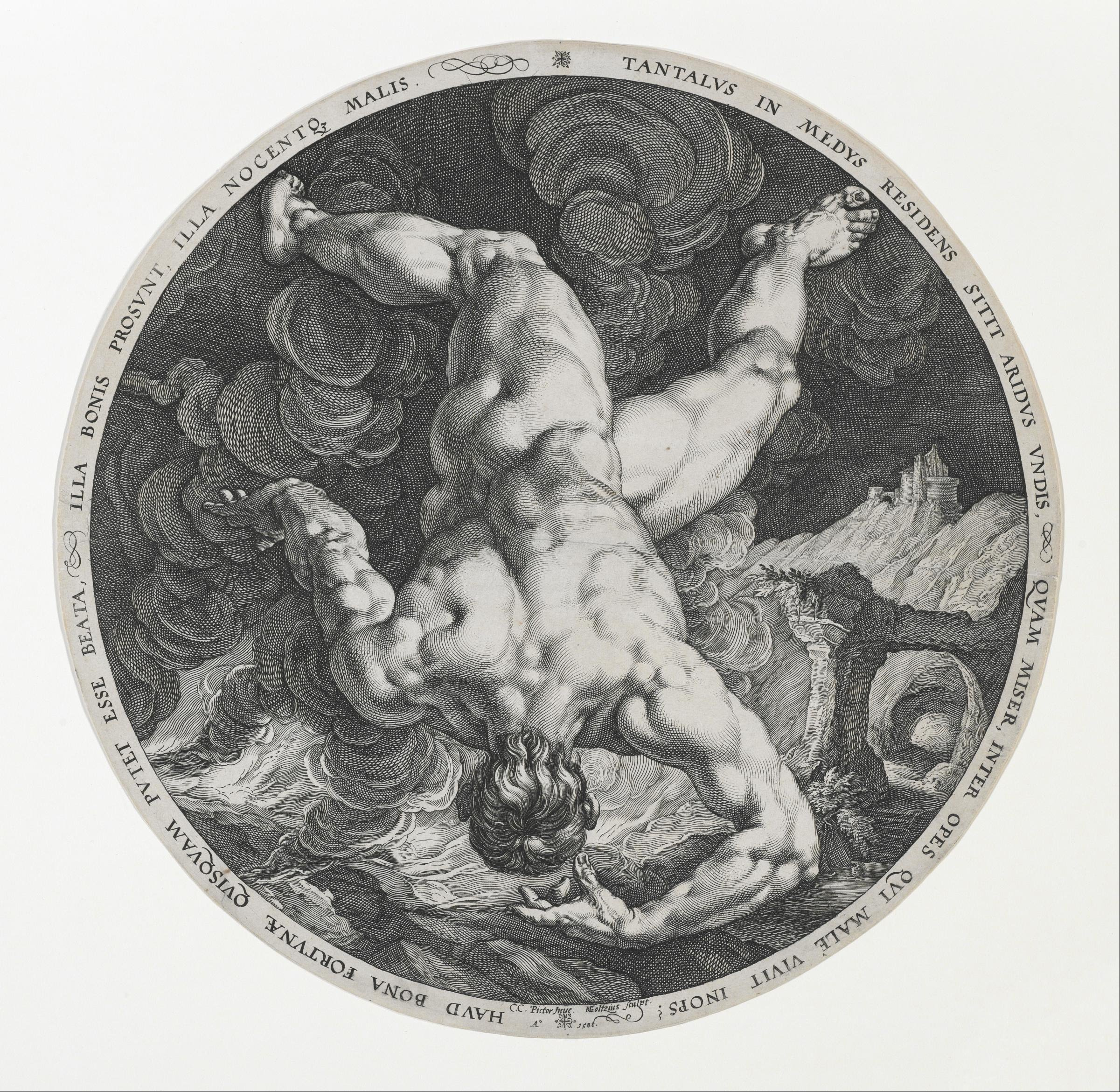
Tântalo, da série Os Quatro Desgraçados, buril, 1588. Museum of Fine Arts, Houston. As contorções drásticas do corpo e a ênfase exagerada da musculatura são características típicas do Maneirismo.

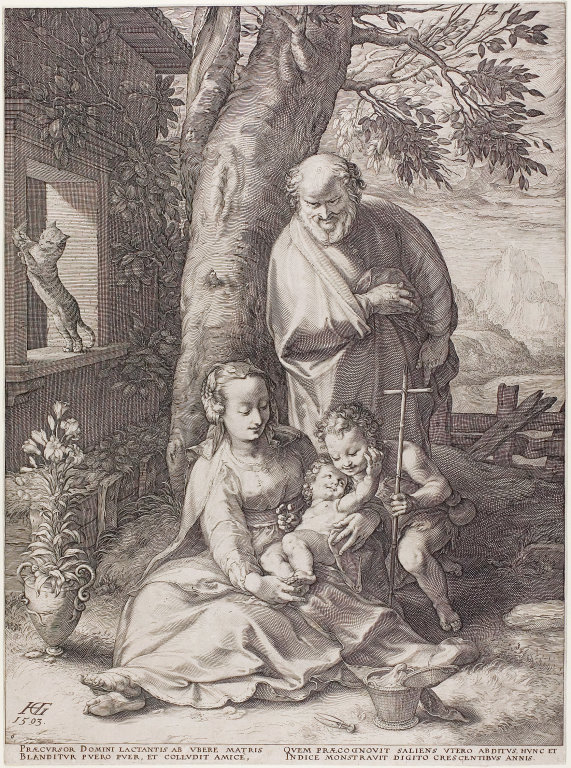
Adoração dos Magos, da série A Vida da Virgem, 1593. Rijksmuseum. Aqui se mostra uma estética mais classicista e tranquila.

A produção de Goltzius é caracterizada por um grande ecletismo estilístico. Ele não apenas imitava convincentemente o estilo de outros, mas inventava composições que, segundo o autor, os mestres que homenageava deveriam ter criado e não o fizeram. Sua imensa versatilidade estilística lhe valeu o epíteto de O Proteu Holandês. Proteu, mítico deus dos mares, podia assumir qualquer forma que desejasse. No entanto, esse ecletismo era parte do espírito investigativo da época e um dos componentes centrais da corrente maneirista ao qual se integrou e do qual é um dos principais representantes nos Países Baixos, tendo com ela contato precoce através de seu amigo Van Mander. Mais do que isso, a demonstração de versatilidade era um dos critérios usados na época para a qualificação de um artista e o estabelecimento de uma alta reputação.
Por outro lado, como refere David Acton, essa inconstância estilística pode ter alguma raiz psicológica: 
"Sua carreira parece ter sido marcada por flutuações entre depressão hipocondríaca e períodos de inspiração entusiasmada. [...] O artista parece ter sido muito preocupado com o que os outros diziam dele. Há relatos que citam Goltzius assumindo disfarces ou pseudônimos a fim de investigar sua reputação popular. Van Mander dá especial atenção à imitação do estilo dos mestres do norte como um exemplo do talento e da habilidade do artista. Ele conta como Goltzius modificou a prova de uma gravura sua em estilo de Dürer removendo seu próprio monograma e envelhecendo artificialmente a obra. Posta no mercado, a peça foi saudada como uma obra-prima perdida, atingindo um alto preço e recebendo vigorosos louvores de conhecedores, o que de fato não tinha utilidade para sua própria carreira. [...]
"Os períodos alternantes de insegurança e assertividade podem ser vistos como uma explicação parcial para suas mudanças periódicas e súbitas de estilo. Por exemplo, no fim da década de 1570 sua obra gravada exibia influência de Coornhert e de gravuristas de Antuérpia como Phillip Galle. No início da década de 1580, influenciado e talvez estimulado por Van Mander, Goltzius mudou seu estilo em direção à maneira italianizada de Spranger. Em torno de 1585 esse estilo havia se tornado dominante em Haarlem, e inter-relações estilísticas com Cornelis Corneliszoon se tornaram aparentes no trabalho de Goltzius. Em 1592, após sua temporada italiana, que parece ter tido motivações emocionais, toda influência de Spranger é abandonada em favor do naturalismo e da exploração de arcaísmos e imitações de estilos alheios. Novamente em 1600 há uma mudança radical quando Goltzius deixa totalmente de gravar e abandona quase todos os seus interesses nas artes gráficas para se devotar inteiro à pintura".
O retrato recebe uma grande atenção em seu trabalho, assim como cenas alegóricas e mitológicas, em sua época pretextos frequentes para a veiculação de lições morais ou doutrinais, mas também deu grande ênfase à representação de nus, da mesma forma geralmente inseridos em cenas míticas, sendo Vênus e Andrômeda personagens frequentes, tradicionais ícones de beleza, que serviram como férteis motivos para o seu estudo da anatomia, da sensualidade, do sistema de proporções do corpo humano e da perspectiva. Como a maioria dos maneiristas, o seu cânone anatômico é regularmente  exagerado, estilizado ou contorcido, enfatizando as musculaturas e explorando diferentes possibilidades de posição e movimento. Contudo, como já foi assinalado, essa definição pode ser enganosa, sendo grande o seu ecletismo. Depois de sua viagem à Itália seu estilo tende a se voltar para uma representação mais classicizante e naturalista, suavizando os contrastes e distorções.
A técnica que empregou nas várias modalidades de arte é descrita hoje em dia mais pela observação direta das obras do que por relatos autógrafos ou de seus contemporâneos, que são poucos e pouco precisos. Diz Van Mander que o artista era cioso de seus procedimentos e os mantinha em segredo, apesar de ter feito muitos alunos.

### Gravura

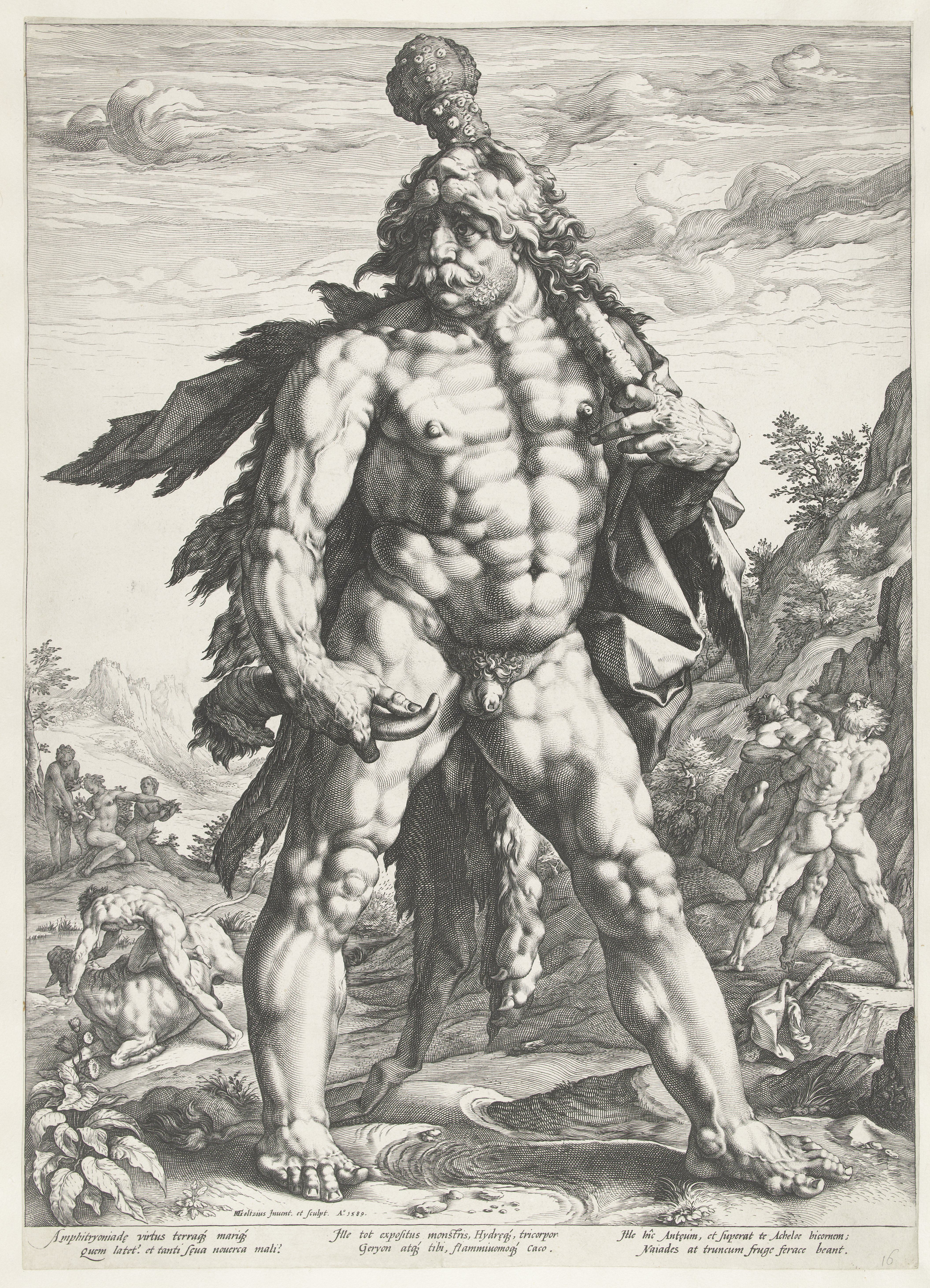
O Grande Hércules, buril, 1589. Rijksmuseum.

Suas primeiras obras, executadas quando tinha cerca de vinte anos, privilegiam temas moralizantes retirados dos clássicos e da Bíblia, a exemplo da série História de Lucrécia. Seu preciosismo e sua graça, mesmo retratando cenas violentas, já revelam traços do Maneirismo, buscando uma concepção original para temas tradicionais. A partir da década de 1580 seu estilo se consolida nos contornos maneiristas mais típicos, buscando formas extravagantes, muito distorcidas, exageradas, estilizadas e artificiosas, com uma execução sumamente virtuosística. O Grande Hércules é um exemplo típico desta tendência, com uma musculatura deformada que chega ao ponto do bizarro. Não tão extremas na distorção e exagero, mas ainda de uma expressão plástica robusta e exuberante, são as séries dos Heróis Romanos, que glorificam as conquistas do imperador Rodolfo II, e d'Os Quatro Desgraçados (ou Os Quatro Humilhados), que retratam a queda de quatro personagens míticos (Ícaro, Tântalo, Fáeton e Íxion), punidos pelos deuses pelo seu orgulho desmedido.
Goltzius tornou-se célebre na gravura pela qualidade estética de sua obra, mas também pela sua técnica impecável e inovadora. A maior parte das suas gravuras são realizadas com o buril, que grava linhas limpas e precisas diretamente na superfície da placa metálica que serve de matriz. No seu tempo era hábito manter uma pressão constante no buril ao longo da incisão, e as variações de luz e sombra eram obtidas com um maior ou menor espaçamento entre as linhas. A sua inovação foi variar a pressão do buril, criando linhas mais finas ou mais espessas, que possibilitavam obter gradações de luz mais sutis e uma mais refinada caracterização dos volumes. Suas linhas, além disso, são incomumente longas e contínuas. Seu domínio absoluto da linha se releva ainda no tracejado ordeiro, regular e controlado e nas texturas suaves e onduladas que criava, acompanhando as formas e volumes dos objetos representados. Albert Dürer, Bartholomeus Spranger, Lucas van Leyden e outros mestres nórdicos lhe foram referências importantes no estabelecimento da sua técnica pessoal, tomando deles também muitos motivos e cenas como inspiração, mas boa parte do seu estilo deriva de mestres maneiristas italianos como Parmigianino, Federico Zuccaro e Marcantonio Raimondi.
Uma boa parte de sua produção consiste na gravação de desenhos ou uma transposição de pinturas de outros artistas, mas sua leitura poucas vezes se mantém exatamente fiel aos originais, sendo de fato constantes desvios e reinterpretações, que podem ser bastante significativas, preservando do original apenas a ideia básica. É o caso de uma de suas séries mais famosas, A Vida da Virgem, elaborada à maneira de seis mestres diferentes. Outras séries importantes são as Divindades Míticas e as ilustrações para uma edição das Metamorfoses de Ovídio, série que compreende 24 peças. Também é muito louvada sua grande cena do Casamento de Eros e Pisque, de concepção monumental. Uma parte menor das suas gravuras foi realizada em água-forte, derivativas da escola de Hans Burgkmair, e em xilogravura, em geral com um tratamento menos detalhado e mais livre.

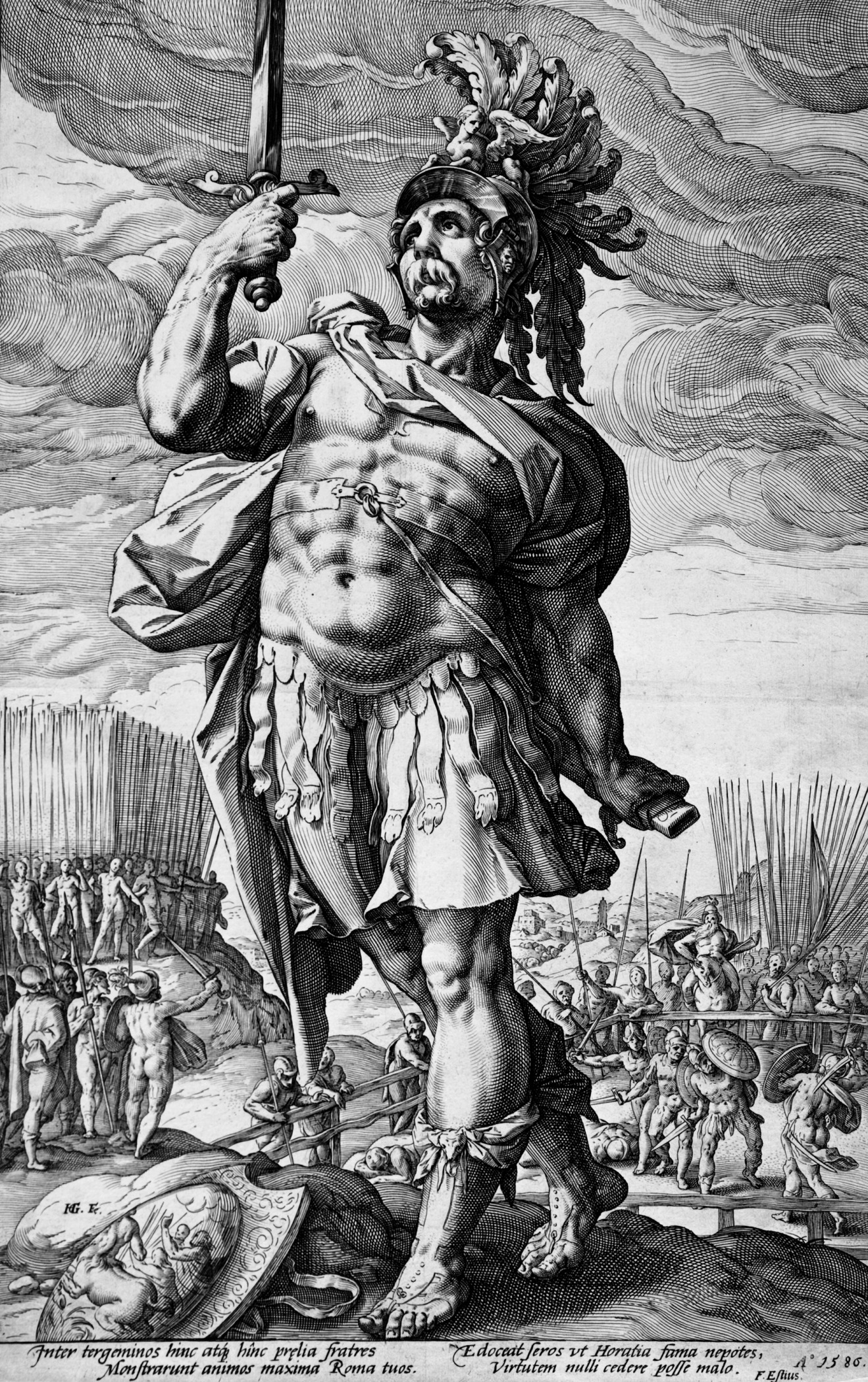
Públio Horácio, da série Heróis Romanos, buril, 1586. Los Angeles County Museum of Art
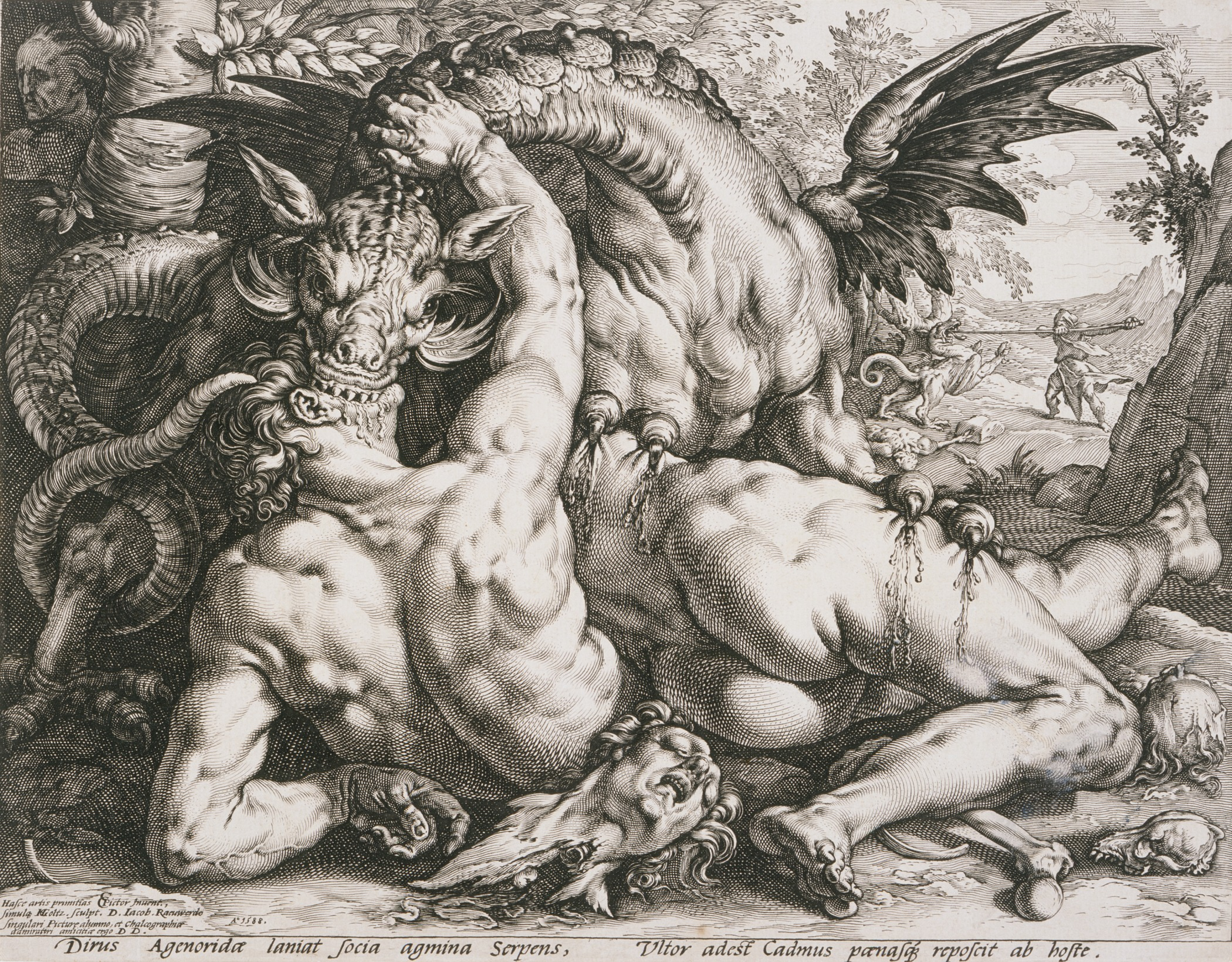
O dragão devorando os companheiros de Cadmo, buril, 1588. Los Angeles County Museum of Art
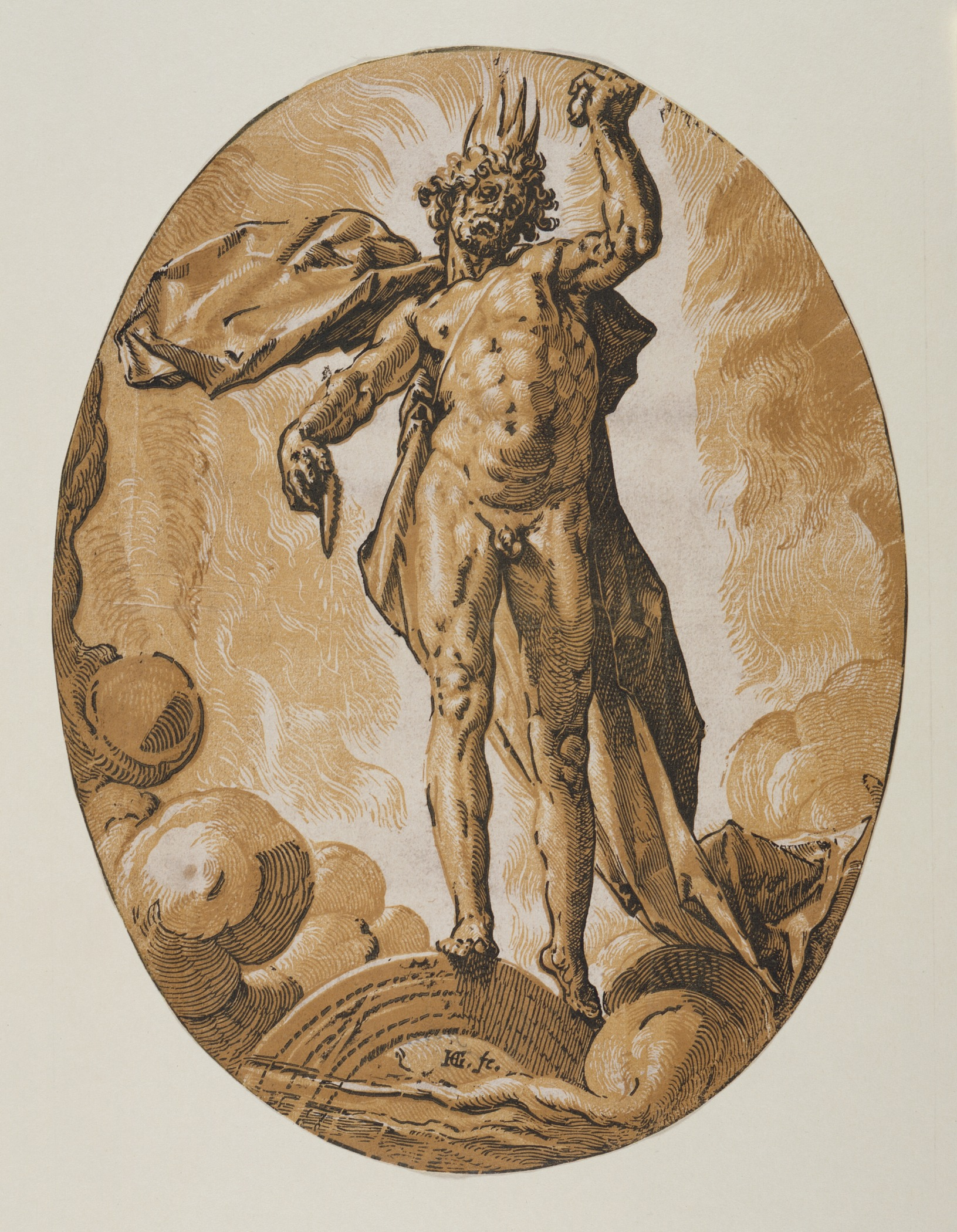
Hélio, xilogravura, c. 1588-1589. Los Angeles County Museum of Art
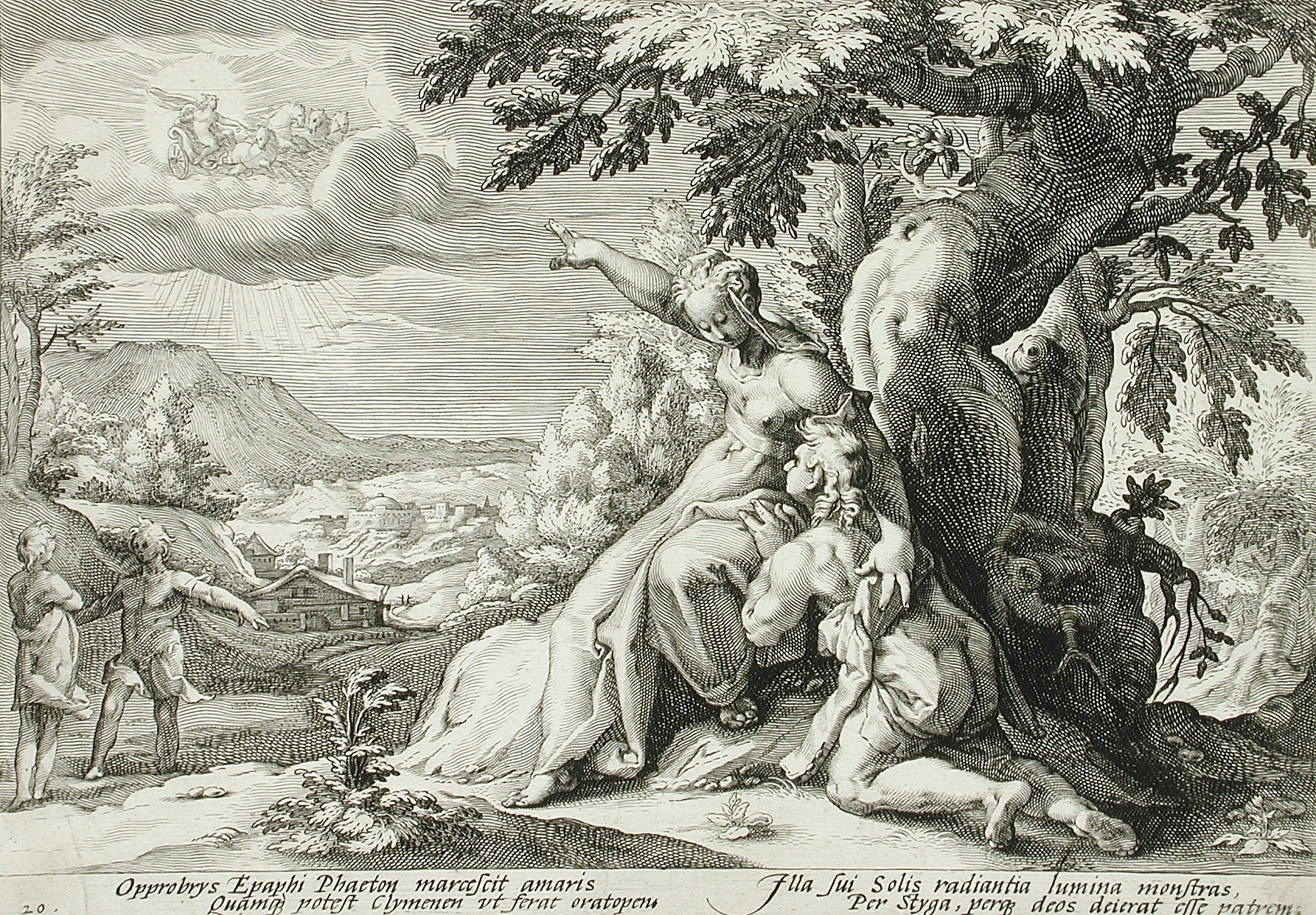
Climene pedindo a Hélio que encontre Fáeton, da série Metamorfoses de Ovídio, buril, 1589. Los Angeles County Museum of Art.

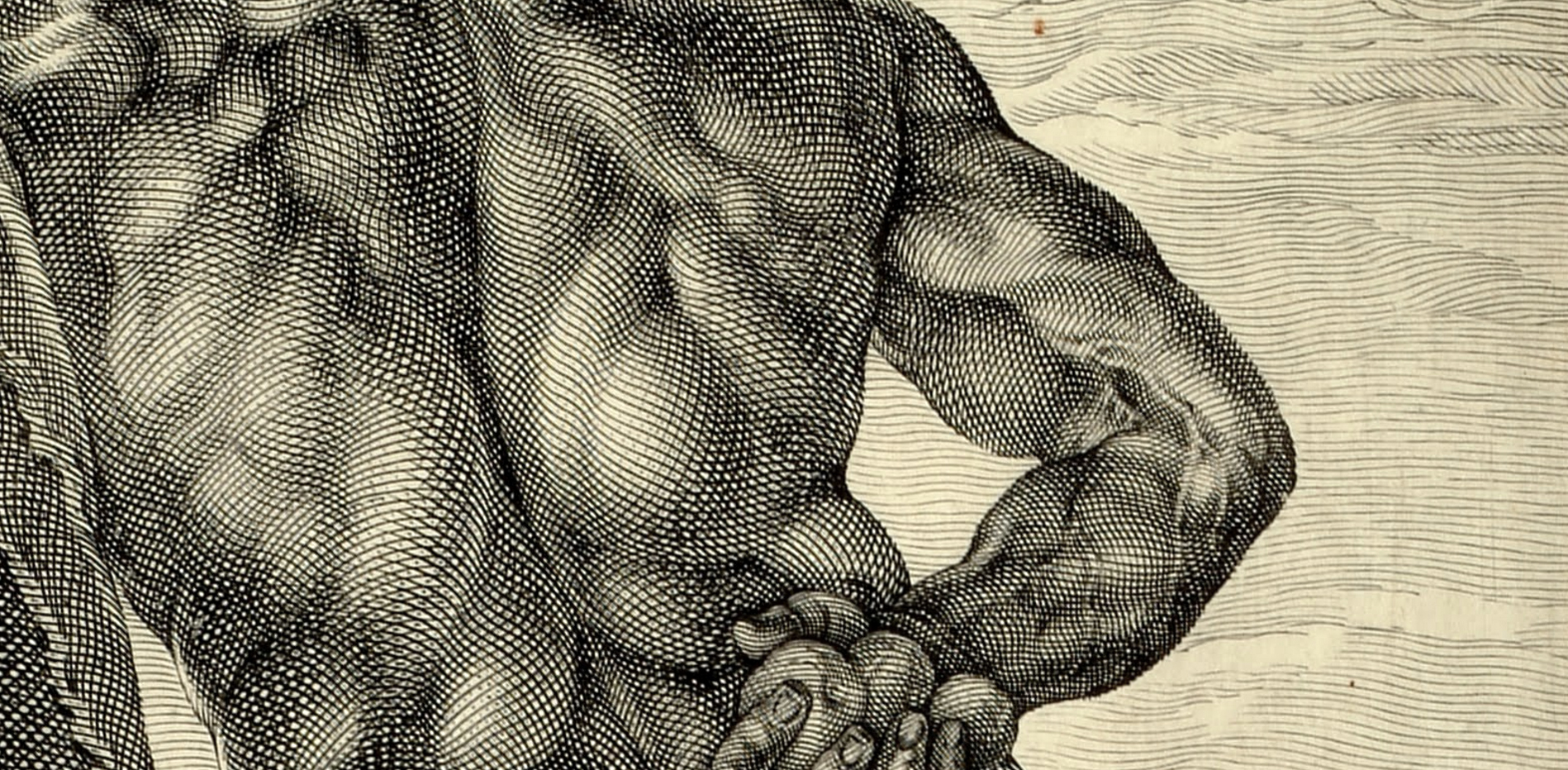
Detalhe do Hércules Farnese, buril, c. 1592, evidenciando o seu absoluto controle do traçado e os sutis efeitos de volume e luminosidade obtidos com o uso exclusivo da linha.

### Desenho
Uma parte menor mas não menos qualificada de sua produção está no campo do desenho. Realizou numerosos retratos em pequenas dimensões entre 1570 e 1580, mas depois praticamente abandonou o gênero. Eram criados basicamente como projetos de gravuras, e mostram afinidade com a obra de Johannes Wierix neste campo tanto no formato quanto na técnica. Na maior parte deles o artista usa uma ponta de prata dura sobre uma base de pergaminho ou cartão coberta com uma camada de gesso, que era polida para oferecer uma superfície perfeitamente lisa. Essa preparação podia ser raspada e depois reutilizada para novas obras, barateando o custo de produção das gravuras. Porém, há uma boa quantidade de obras em uma técnica mais elaborada que nunca foram gravadas, e provavelmente foram concebidas como peças autônomas.

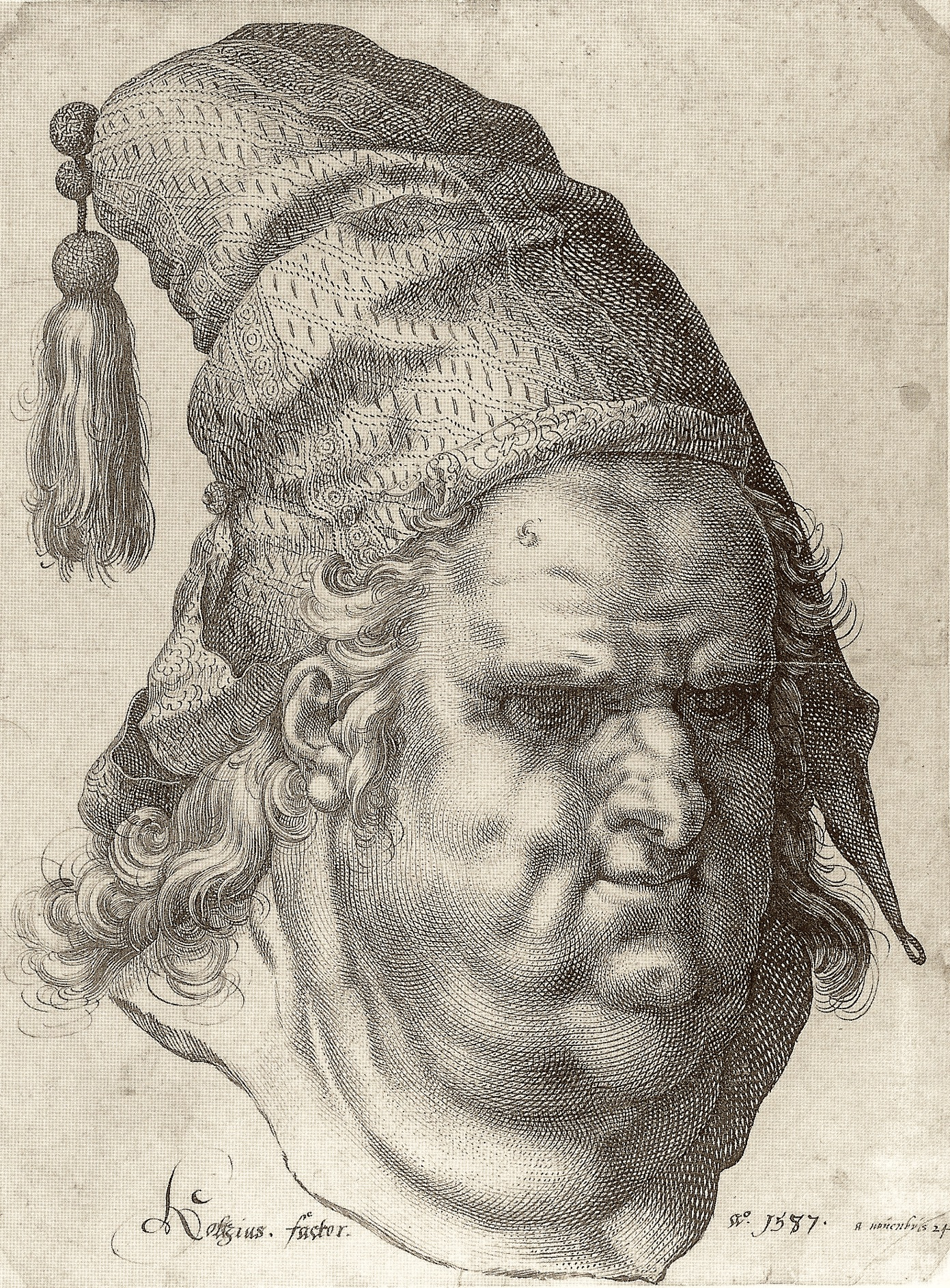
Homem com turbante, nanquim, 1587. Scottish National Gallery.

Seus primeiros desenhos já mostram um traçado extremamente controlado e de grande sutileza, a ponto de mesmo com magnificação muitas vezes fica difícil distinguir as linhas individualmente, especialmente em partes de maior importância, como as faces. Para o restante da composições era comum utilizar uma técnica mais livre, explorando uma variedade de texturas criadas com o tracejado. Ao longo dos anos ele passou a privilegiar uma ponta de chumbo, mais macia, com tracejados de liberdade cada vez maior, muitas vezes borrando as linhas para criar efeitos de sfumato. Também passou ocasionalmente a adicionar cores, numa técnica mista com pigmentos a óleo ou aquarela aplicados com pincel em camadas muito finas, ao modo de veladuras, a fim de criar um efeito mais pictórico.
Alguns retratos criados após sua viagem à Itália usam essas técnicas mistas, e são notáveis pelo seu grande realismo e vivacidade. Uma outra seção de suas obras em desenho, da mesma época, é formada por estudos da natureza (plantas e animais), com um tratamento naturalista. Diz a tradição que Goltzius e dois amigos abriram uma academia para estudos a partir do natural, um contraponto ao trabalho de "invenção" que era tão prestigiado pelos maneiristas. Por outro lado, em algumas paisagens que produziu sua fantasia volta a ter um papel determinante, emprestando aos cenários um caráter fantástico.
Deixou também uma série de desenhos de grandes dimensões realizados sobre tela ou pergaminho preparados como se fosse para pintura. Van Mander cita em sua biografia de Goltzius várias obras assim realizadas com carvão, nanquim ou giz, retratando nus ou temas mitológicos e alegóricos, aproveitando efeitos típicos da pintura e da gravura em novas combinações. O biógrafo refere ainda que "por maiores que fossem os pergaminhos, pareciam sempre pequenos para suas grandes idéias e seu grande espírito. [...] Não acredito que exista alguém tão capaz e competente como ele para desenhar com uma pena à mão livre uma figura ou mesmo toda uma composição, sem qualquer estudo preparatório, com tal perfeição, e completá-la com tanta minúcia e grandeza de espírito". Vênus recebendo os presentes de Baco e Ceres é um dos exemplos mais espetaculares dessa sua técnica mista, e Menino com uma caveira e uma tulipa (Quis evadet?), produzido em seus últimos anos, é um dos mais ambiciosos pela gama de texturas diferenciadas, com um efeito que simula suas gravuras a buril. A produção que deixou no desenho causou sensação entre seus contemporâneos pelo uso inovador da técnica e pelos efeitos surpreendentes que obtinha, e segundo Aronson & Wieseman, Goltzius é consensualmente reconhecido como o mais importante mestre do desenho de sua geração nos Países Baixos.

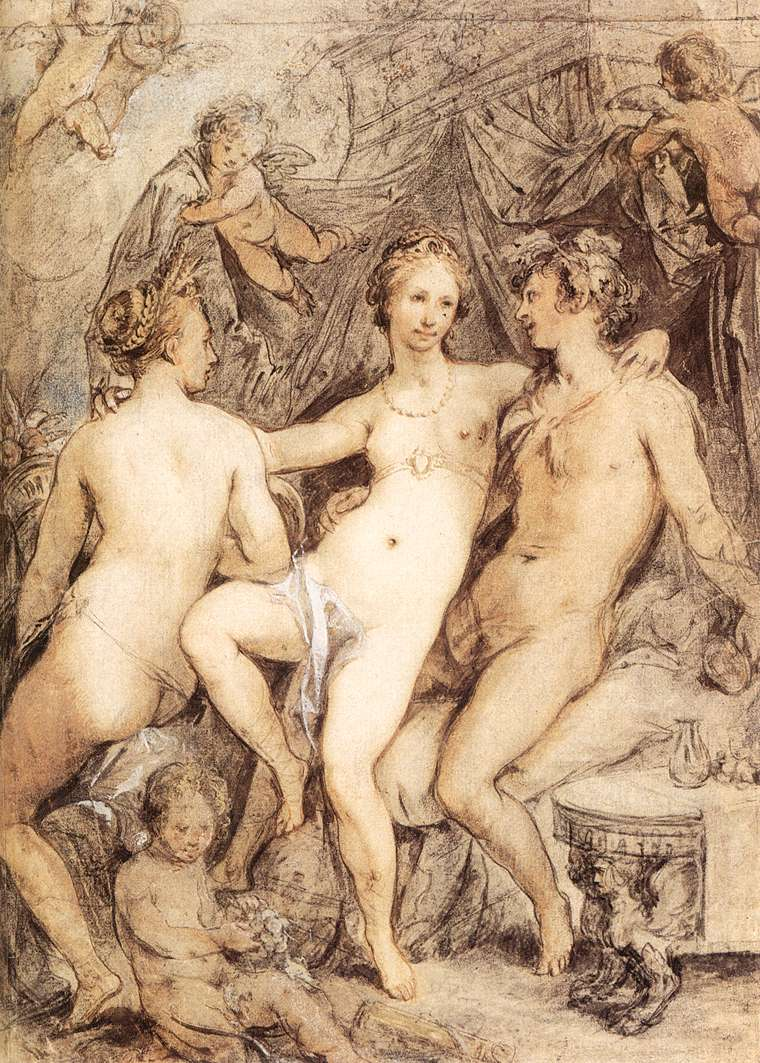
Vênus entre Ceres e Baco, nanquim, giz e veladuras, c.1590. Museu Teyler.
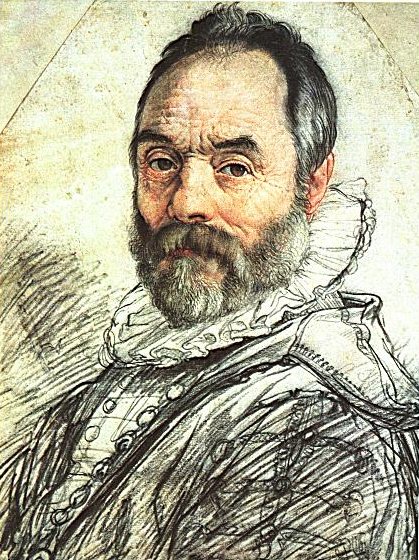
Retrato de Giambologna, giz, 1591. Museus Reais de Belas-Artes da Bélgica.
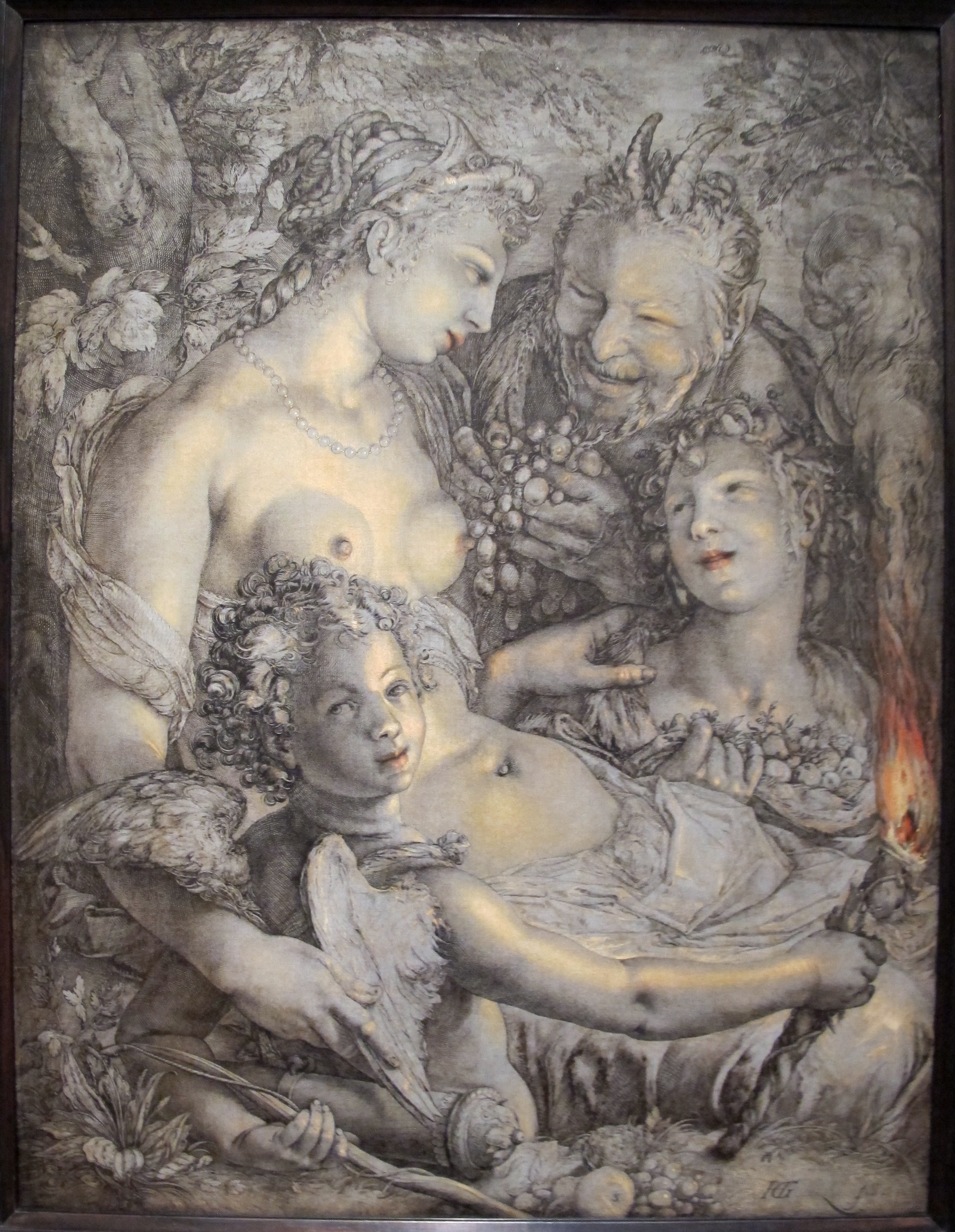
Vênus recebendo os presentes de Baco e Ceres, nanquim e óleo, 1600. Philadelphia Museum of Art.
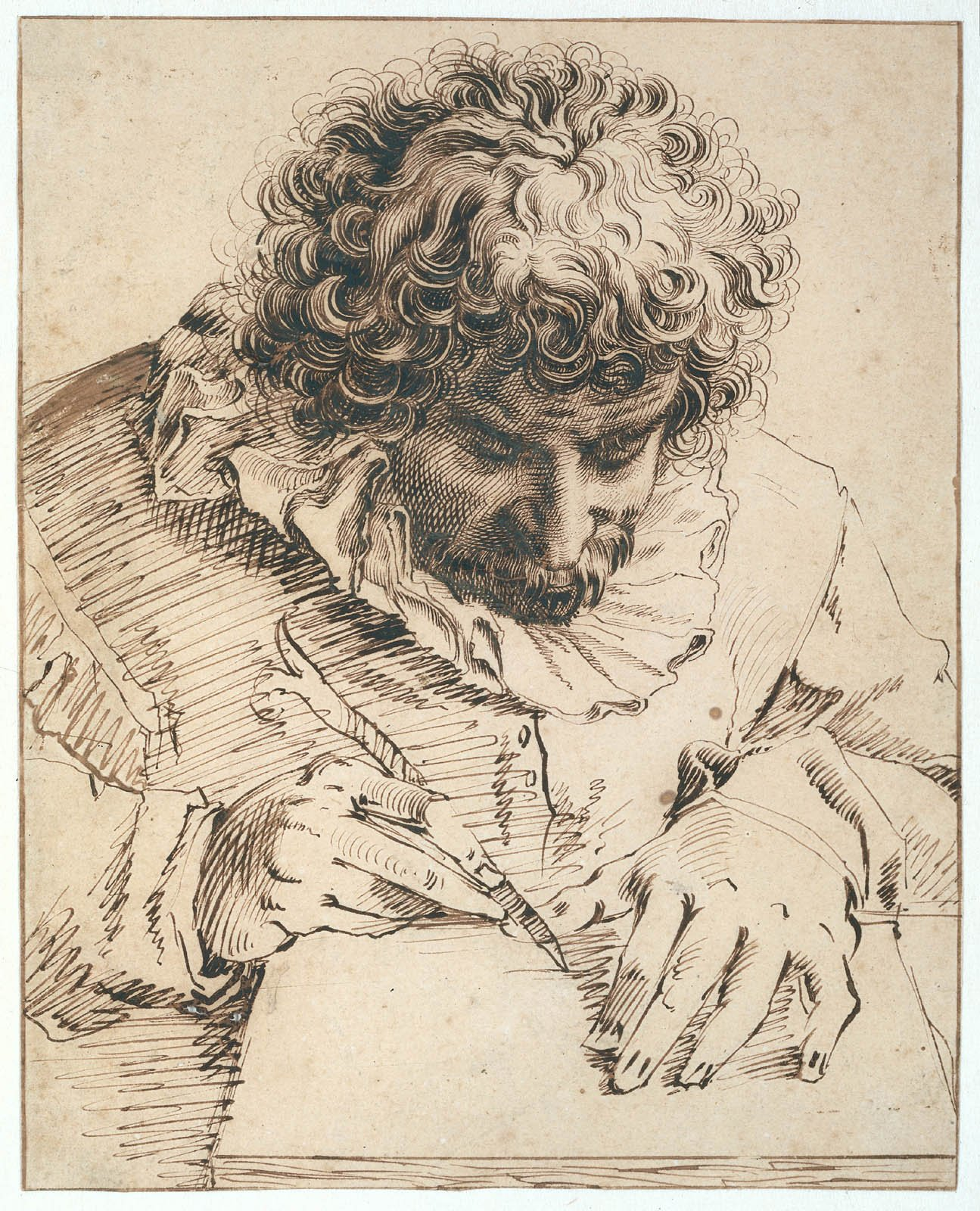
Retrato de Gillis van Breen, nanquim, c. 1600-1603. Rijksmuseum.

### Pintura
A dedicação à pintura de maneira tão súbita e tardia em sua carreira foi uma mudança radical nos interesses de Goltzius, que tem intrigado muitos pesquisadores. Como em seu tempo os pintores eram mais prestigiados que os gravuristas, geralmente se considera que sua ambição pessoal e a influência das concepções teóricas de seu biógrafo Karel van Mander, de quem Goltius era um amigo íntimo, tiveram um peso determinante neste redirecionamento, sustentando a opinião de que a pintura era uma expressão mais elevada, e que se o desenho era o corpo, a pintura era a alma da arte e a melhor maneira de retratar a natureza e o ser humano.

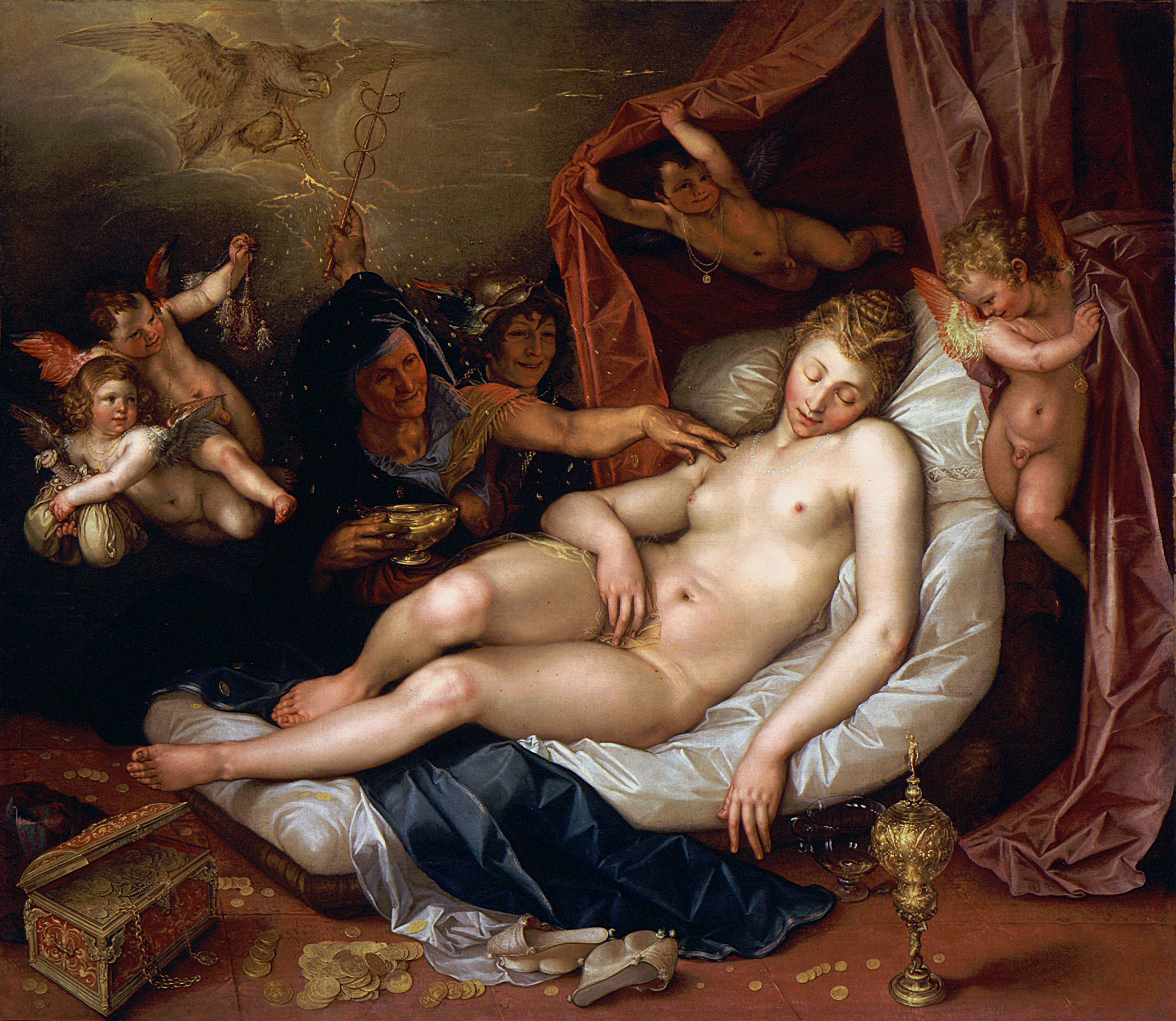
Dânae, 1603,
Los Angeles County Museum of Art.

A queda do Homem, 1616, National Gallery of Art, Washington.

Contudo, é provável que outros fatores tenham entrado em jogo: em primeiro lugar, uma visão que se tornava mais fraca com o avançar dos anos, tornando mais difícil o minucioso e detalhista trabalho na gravura, mas especialmente o seu progressivo interesse pela cor. A este respeito sem dúvida deve ser levada em conta a duradoura impressão que havia feito a sua estadia na Itália, onde admirara a produção de grandes pintores, aos quais, segundo Van Mander, repetidamente fazia referência depois de voltar, comparando-os superiormente à produção holandesa e considerando sua paleta cromática mais viva, sedutora e realista, especialmente apta para a representação da carnação. Van Mander também alega que na época da transição Goltzius esteve seriamente doente, aflito por profunda melancolia, e após curado através de um tratamento exótico - diz-se que lhe foi prescrito mamar no peito de uma mulher - sentiu como se houvera renascido. Porém, Van Mander sugere que o ato de mamar e renascer possa ser uma alegoria para o recebimento de treinamento específico em pintura, que ele até então aparentemente nunca tivera.
Seus primeiros experimentos na pintura trazem temáticas devocionais, como são exemplos o Cristo na Cruz e o Cristo sobre uma pedra, que têm um apelo emocional evidente, um acabamento preciosista e um estilo arcaizante. Também desta primeira etapa vem aquela que muitos consideram sua obra-prima na pintura, Dânae, pintada à moda veneziana e louvada já naquela época por Van Mander, que a qualificou como "miraculosamente plástica e carnal". Depois, trabalhando principalmente sobre temáticas mitológicas, embora guarde algumas convenções mais típicas do Maneirismo, seu estilo se torna em geral mais naturalista, remetendo-se à arte romana, com contrastes e distorções menos acentuados. Inspirava-se nas lembranças que retinha da obra de Rafael para um modelado suave, para um senso de graça e para os degradés sutis; de Correggio para a riqueza cromática, de Ticiano para a luminosidade e uma ágil técnica de pincel, e de Veronese para a representação verossímil e dinâmica dos panejamentos e reflexos de luz.
Tendo o nu feminino entre seus interesses centrais na pintura, tinha a preocupação, de acordo com o relato de Van Mander, de conseguir uma representação atraente da carnação, ao mesmo tempo em que procurava imitar o cromatismo vivo e "brilhante" dos italianos. Também aqui introduziu inovações técnicas, preferindo partir de fundos cinzentos em vez do branco padrão, e usando também doses incomuns de veladuras. Acima do fundo, para dar vivacidade à representação da pele humana, costumava aplicar uma ou mais camadas de tons vermelhos e ocres, e por cima, veladuras sucessivas de branco. Possivelmente tenha derivado essa técnica daquela usada por seu amigo pintor Frans Bandens, com o qual manteve frequente contato e que compartilhava dos mesmos interesse que ele, e que pode ter sido efetivamente seu professor neste campo. Sua temática mitológico-alegórica muitas vezes se volta para a metalinguagem, refletindo sobre a própria natureza da pintura e da originalidade criativa.

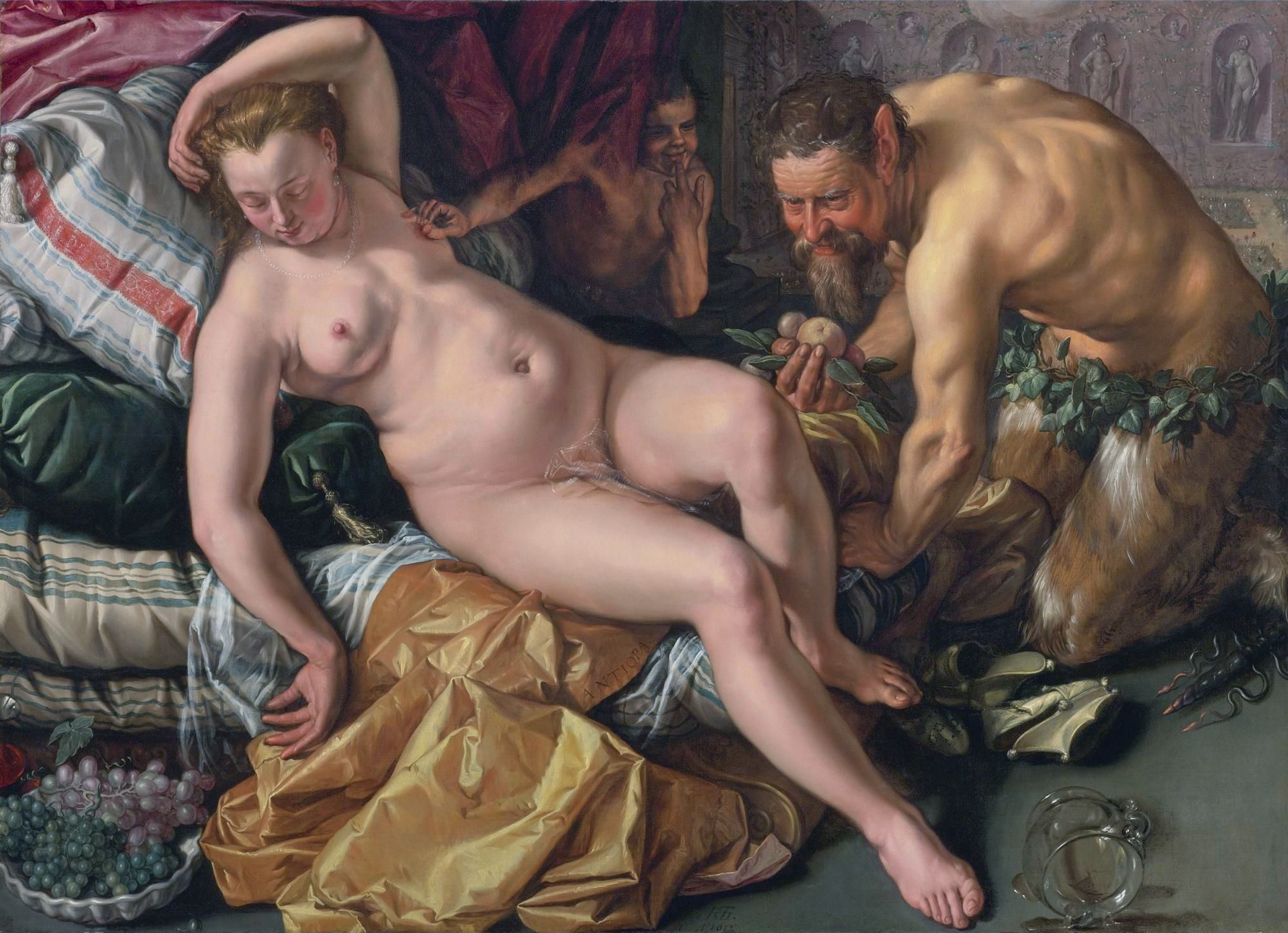
Júpiter e Antíope, 1612, National Gallery
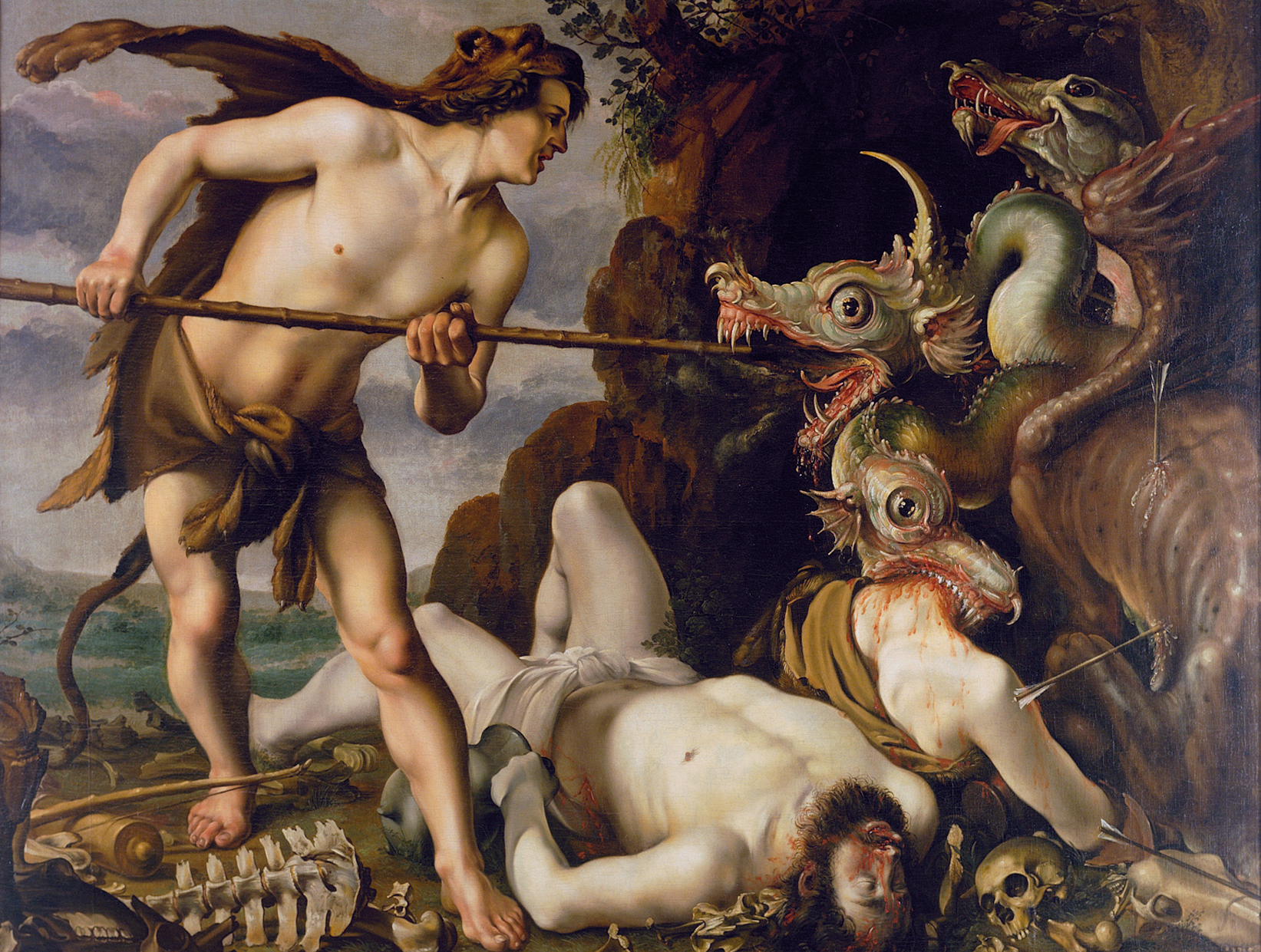
Cadmo matando o dragão, c. 1600-1617, Museet på Koldinghus.
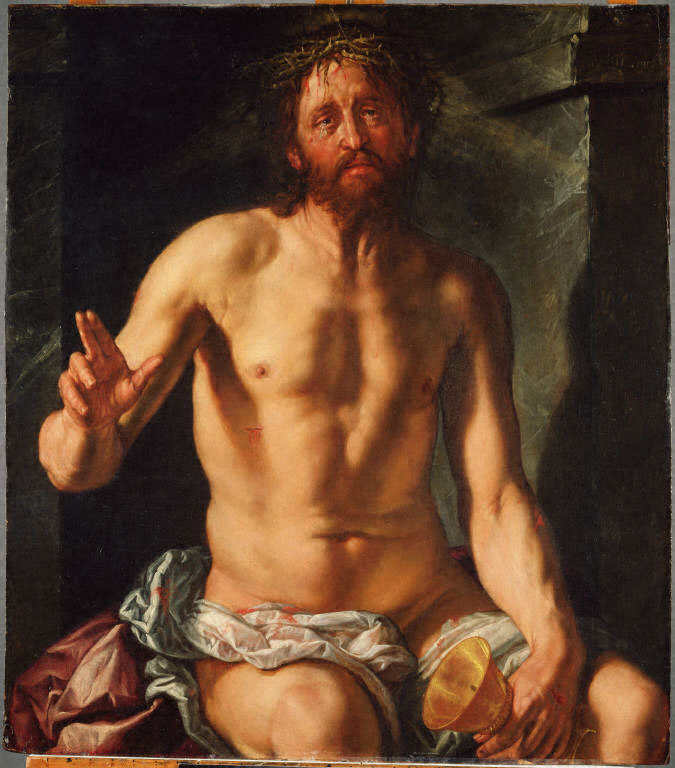
O Homem das Dores, 1614, Princeton University Art Museum
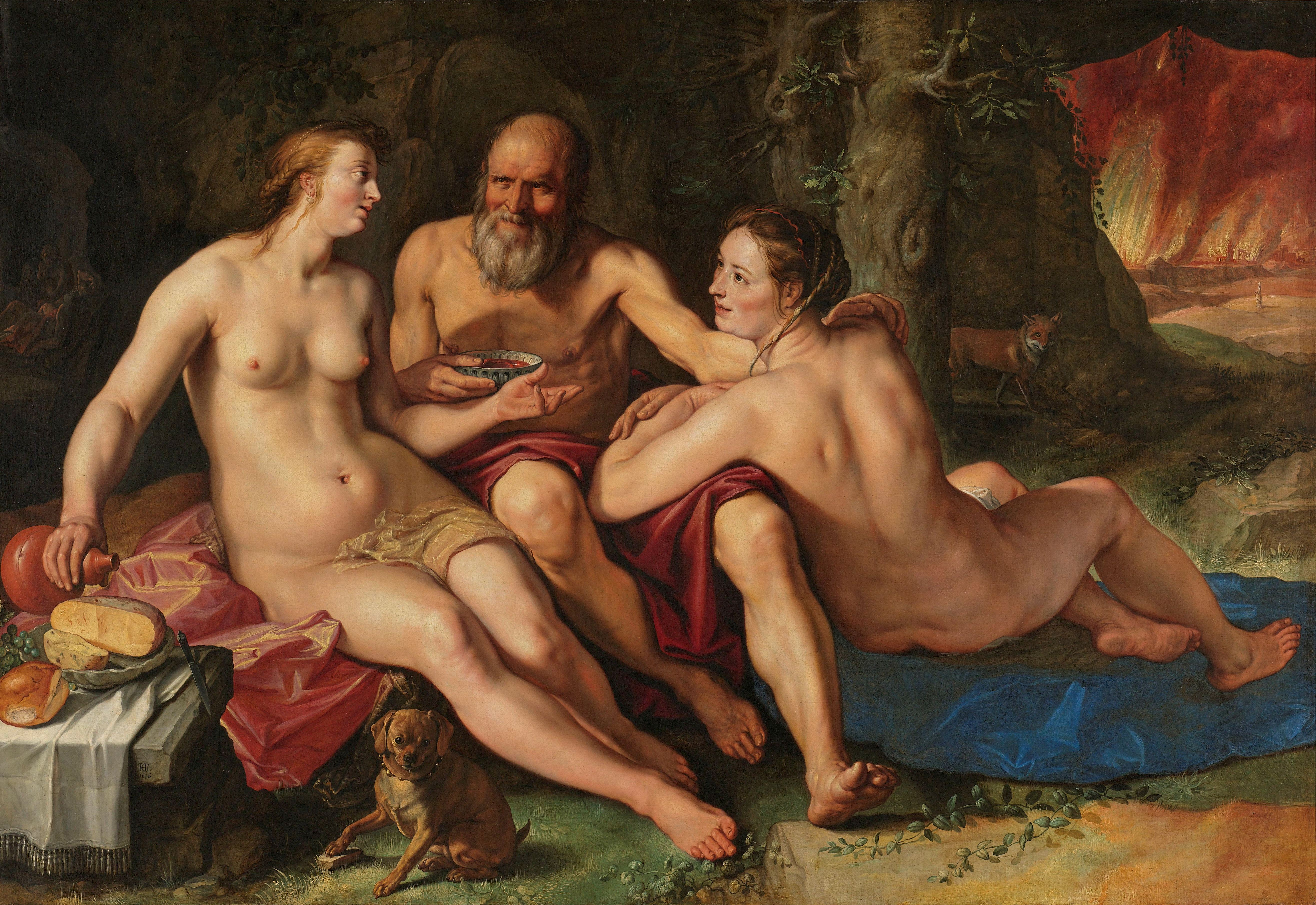
Lot e suas filhas, 1616, Rijksmuseum

## Legado
Um dos principais mestres do Maneirismo nórdico, famoso em toda a Europa e louvado como a personalidade artística dominante dos Países Baixos enquanto viveu, sua obra tornou-se um padrão de referência e foi largamente imitada. Sua reputação, porém, foi logo eclipsada pelas conquistas dos pintores do Século de Ouro Holandês. Apenas recentemente sua importância central para a evolução e consolidação do Maneirismo naquela região voltou a ser reconhecida, mas seu papel como pioneiro do realismo e do classicismo nos Países Baixos ainda é subestimado. Apesar da estima que suas pinturas ganharam em sua época, hoje Goltzius é mais valorizado pelas suas gravuras, sendo poucos os que ombreiam com ele na história da arte em habilidade técnica e refinamento estético.

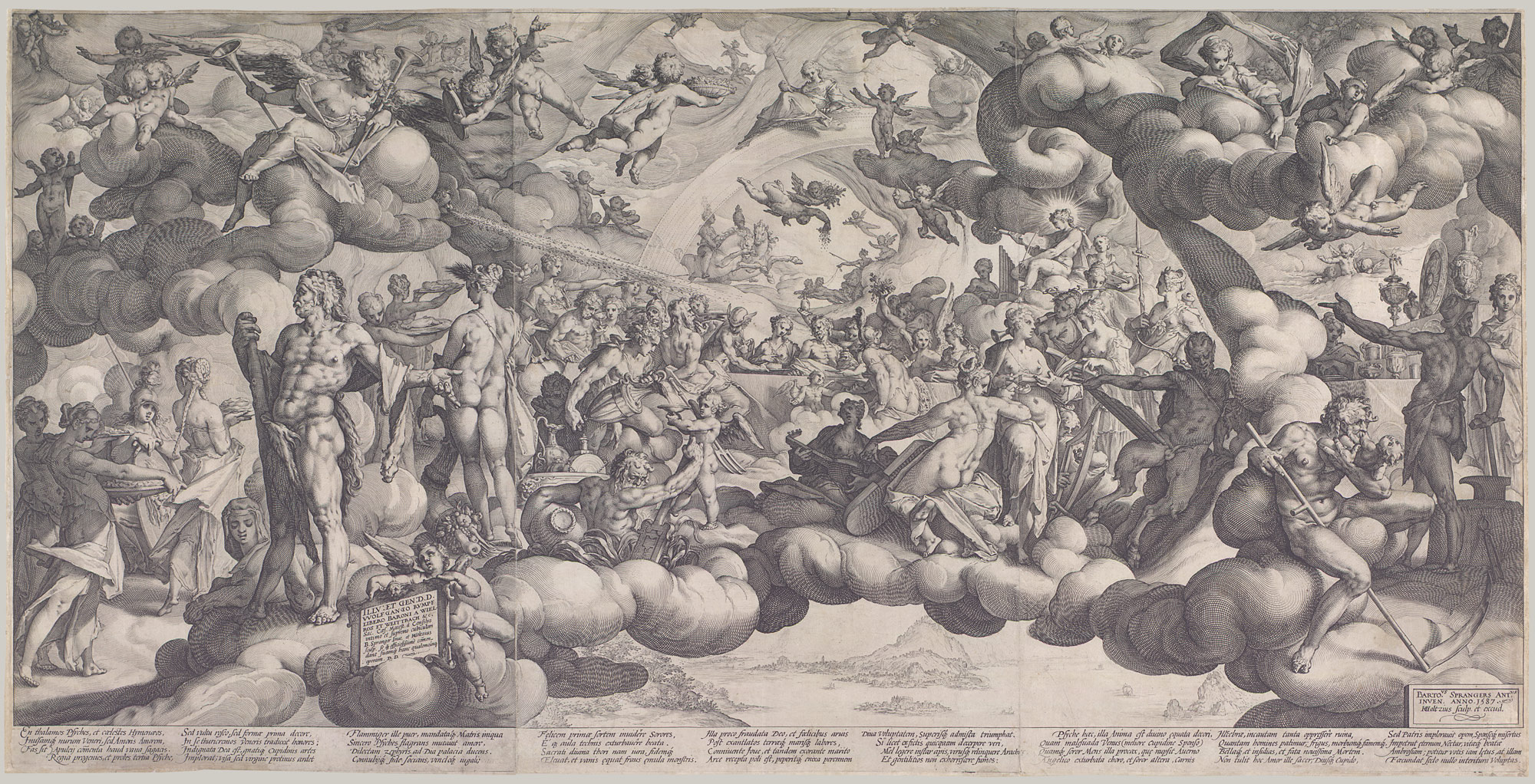
O Casamento de Eros e Psique, buril, 1586-87. Metropolitan Museum of Art.